# Monitec
Monitoreo Tecnológico é uma empresa costarriquenha dedicada ao monitoramento de mídia eletrônica através do uso de alta tecnologia, criando relatórios de toda a programação musical e publicitária de um território.

## História
Foi fundada por Arnoldo Castillo Villalobos no ano 2000, em San José, Costa Rica. Esta empresa possui um sistema de monitoramento digital com o qual captura, digitaliza e processa informações de várias mídias, um sistema capaz de monitorar qualquer campanha publicitária ou tema musical em várias frequências de rádio, televisão ou tv a cabo, 24 horas por dia.

## Internacionalização
Atualmente esta empresa está presente simultaneamente em países como México, Costa Rica, Panamá, Guatemala, Chile, República Dominicana e em breve o sistema será utilizado na Argentina, Uruguai e Paraguai.
| - México - República Dominicana - El Salvador - Costa Rica - Panamá - Chile - Argentina - Uruguai - Paraguai |